# Manoir de Vonnes
Le manoir de Vonnes (ou Vonne) est un château situé sur la commune française de Pont-de-Ruan dans le département d'Indre-et-Loire.
Le manoir actuel, construit au début du XVIIe siècle, est classé comme monument historique en 1943.

## Localisation
Le château se situe en bordure de la D 84 qui relie Artannes-sur-Indre à Azay-le-Rideau, à environ un kilomètre « à vol d'oiseau » au nord-ouest du bourg de Pont-de-Ruan. Sur le crête du coteau de la rive droite de l'Indre, le château tourne sa façade principale vers le sud-ouest et la rivière qu'il domine d'une quinzaine de mètres.

## Historique
Le fief de « La Roche de Vonnes » est cité dès 1108.
Les seigneurs sont Guntel de Vonnes (1108), Hugues de Rillé, Jean Berruyer (1455), Collinet Berruyer (1482), Ambroise Berruyer (1501), François Berruyer (1537), Anne de Chergé veuve de Charles d'Espinay (1592) et Horace Desjardins, contrôleur général des guerres, maire de Tours (1612). La manoir actuel est construit vers 1615 pour Horace Desjardins, maire de Tours et propriétaire du château voisin de Méré. En 1666, Jacques Desjardins en devient propriétaire, puis, en 1682, Hippolyte Desjardins, en 1718, Louis Le Bardou de Milliac, et en 1782, Jacques Le Breton.
Le manoir appartient appartient à Hippolyte Le Breton de Vonnes à partir de 1842. Celui-ci est maire de Saché de 1856 à 1871, date de sa mort. Le manoir revient alors à l'une de ses filles, puis à ses descendants jusqu'au XXIe siècle.
La restauration du manoir est engagée en 1939. Vonnes est classé au titre des monuments historiques par arrêté du 4 février 1943.

## Description
Le corps de logis principal est flanqué de deux pavillons. Le comble qui surmonte directement le rez-de-chaussée est éclairé par des lucarnes qui ont conservé leurs meneaux.
Il est possible que la construction n'ait jamais été achevée : bien qu'il comporte deux cheminées — qui n'ont jamais servi —, le comble n'est pas cloisonné, des lucarnes semblent manquer. La plupart des ouvertures sont murées en 1822, sans doute pour diminuer l'impôt sur les portes et fenêtres alors en vigueur et le bâtiment devient une ferme.
Il est décrit sous le nom de « Clochegourde » par Balzac dans Le Lys dans la vallée.